# مهماندار هواپیما

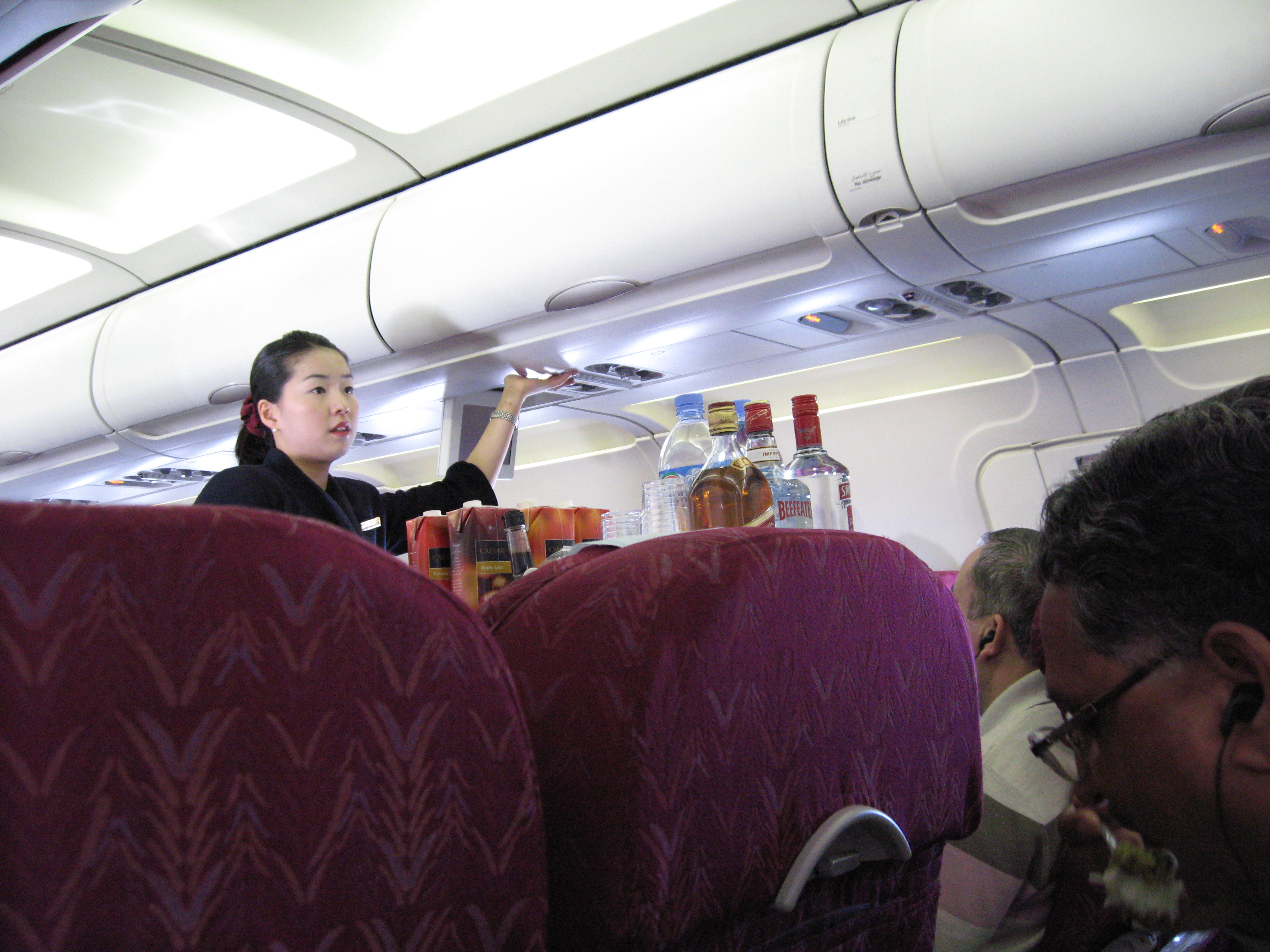
مهماندار القطریه در حال پذیرایی

مهماندار هواپیما، عضو خدمهٔ هوایی است که توسط خطوط هوایی برای تضمین ایمنی و آسایش مسافران در پروازهای تجاری و نیز جت‌های تشریفاتی ممتاز، به‌کار گرفته می‌شود.

## مرور کلی

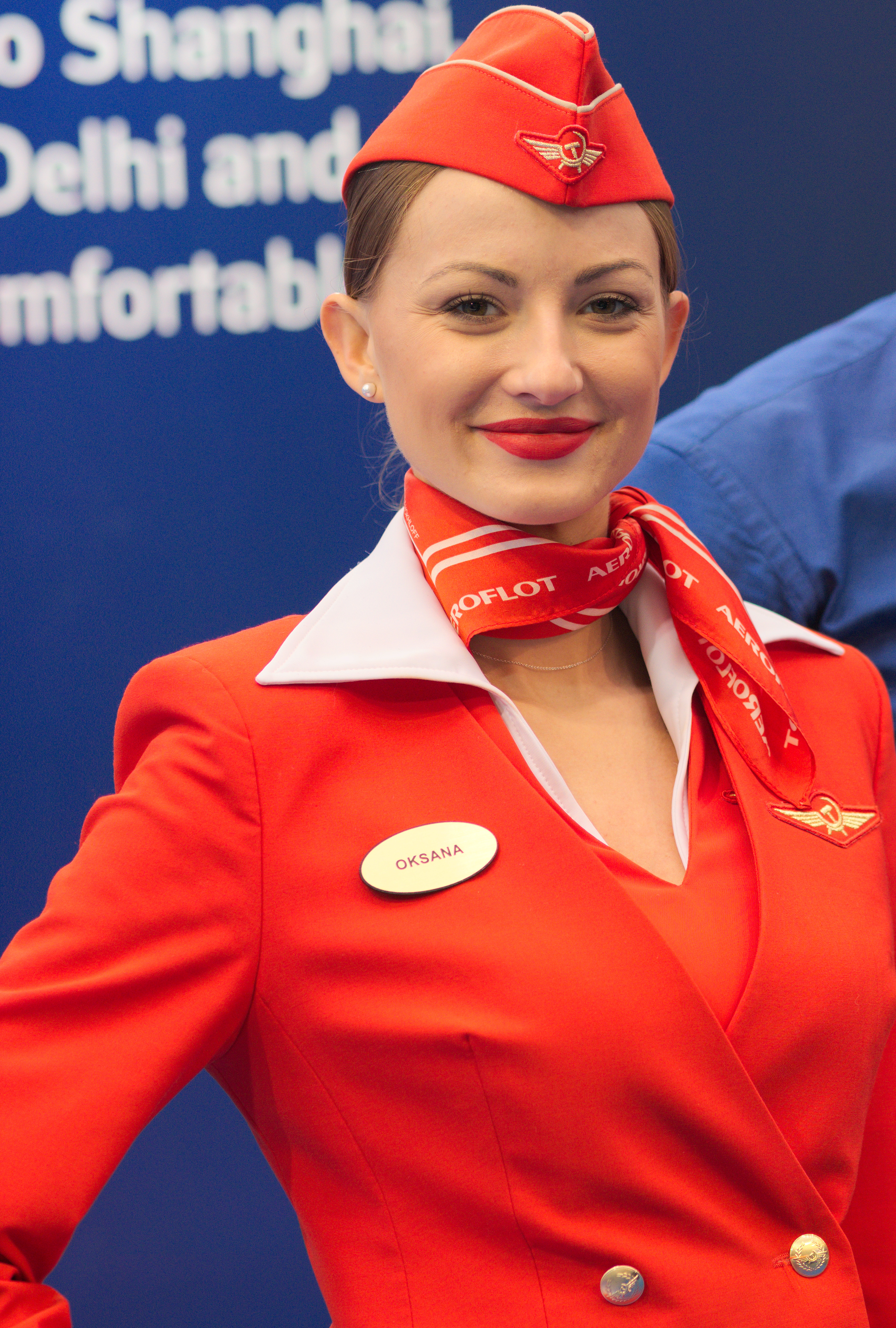
یک مهماندار هواپیمای آئروفلوت

یک مهماندار هواپیما نیاز است یک ساعت‌ونیم پیش از پرواز در فرودگاه حضور یابد برای جلسه قبل از پرواز که مهمانداران خود را به یکدیگر معرفی می‌کنند و وظایف خود را چک می‌کنند تا هنگام کار تنشی نداشته باشد.
به تیمی که در پرواز حضور دارد خدمهٔ پرواز یا "Cabin Crew" می‌گویند. مهمانداران زیر نظر سرمهماندار فعالیت کرده و سر مهماندار نیز زیر نظر سرمهماندار ارشد کار می‌کندو سرمهماندار ارشد زیر نظر خلبان است.
هنگامی که مسافرها بار و چمدان‌شان را به کانتر تحویل می‌دهند، مدارک‌شان کنترل می‌شود و کارت ورود به هواپیما را دریافت می‌کنند، مهمانداران وظیفه دارند نظم داخلی هواپیما را کنترل کنند بعد از ان یک متن برای خوش امدگویی خوانده می‌شود نکات ایمنی و موارد لازم برای پرواز را به اطلاع مسافران می‌رسانند.
سرمهماندار هواپیما وظیفهٔ باز و بستن درِ هواپیما را بر عهده دارد و به مسافران خوش‌آمدگویی می‌کند و به سر مهماندار ارشد گزارش می‌نویسد. مهمانداران نیز باید ضمن ایستادن در ردیف صندلی‌ها، مسافران را برای نشستن بر روی صندلی خود که در کارت پرواز تعیین شده‌است، راهنمایی کنند.
اگر در یک پرواز یکی از مسافران مایهٔ ناراحتی دیگری شود، سرمهماندار باید موضوع را به خلبان گزارش دهد و خلبان نیز امنیت پرواز را از موضوع مطلع می‌کند تا تصمیمات قانونی لازم گرفته شود.
یک مورد دیگر هم اینکه اگر در داخل هواپیما برای مسافری مشکل پزشکی پیش اید باید سر مهماندار به خلبان‌ها گزارش دهد تا در صورت نیاز به ان موضوع رسیدگی‌های لازم به عمل بیاید.
مهمانداران هنگام بلند شدن و نشستن هواپیما باید بر روی صندلی‌های خود بنشینند. همچنین سرویس‌های بهداشتی لازم است هر ۱۵دقیقه برای اطمینان از عدم استعمال دخانیات توسط مسافران کنترل شود. مهمانداران هواپیما باید با لبانی خندان و روی خوش در برابر مسافران ظاهر گردند؛ در صورت رعایت نشدن این مورد و گزارش تخلف، مهماندار متخلف پس از دریافت سه اخطار اخراج می‌شود.

### مهم‌ترین مسئولیت‌ها
قبل از پرواز:
- شرکت در جلسه پرواز
- خوش‌آمدگویی به مسافران و اطمینان از نشستن آن‌ها بر روی صندلی‌شان[۲]
- ارائه آموزش نحوهٔ استفاده از تجهیزات ایمنی به مسافران[۲]
- چک وسایل و تجهیزات داخل هواپیما و گزارش نویسی در صورت خرابی وسایل
- اطمینان از بسته بودن کمربند مسافران
- اطمینان از بالا بودن درپوش پنجره‌ها
- اطمینان از محکم بودن درهای محفظه‌های بالای سر مسافران
- اطمینان از بسته بودن در هواپیما

در پرواز:
- اطمینان از راحتی مسافران و پاسخگویی در هنگام نیاز
- ارائهٔ اطلاعات لازم به مسافران
- پذیرایی از مسافران
- اطمینان از به‌کارگیری درست تجهیزات ایمنی توسط مسافران در هنگام نیاز

در پایان سفر:
- اطمینان از خارج شدن ایمن مسافران با وسایل شخصی‌شان
- ارائه گزارش پرواز و حساب‌های مالی داخل هواپیما

### مهارت موردنیاز
توانایی برقراری ارتباط با زبان‌های مورد نیاز
داشتن ظاهری آراسته و مرتب
توانایی کار تیمی
توانایی آرام کردن مسافران مضطرب و حفظ آرامش در شرایط سخت
برنامه‌ریزی دقیق برای همه کارها زیرا ساعت کاری متغیر است
انعطاف‌پذیری در کار
صبور بودن

### سلامتی
از نظر قد و وزن و سن در هر ایرلاین شرایط خاص و قوانین متفاوتی وجود دارد ولی موردی که لازم است ذکر شود این است که تقریباً از سن ۲۰ سال شروع می‌شود تا ۳۵ و از نظر قد ۱۶۵ تا ۱۷۰ است و وزن شما از نظر شاخص توده بدنی شما گرفته می‌شود
از نظر سلامت شما یک سری چک پزشکی دارید که باید اون‌ها توسط پزشک ایرلاین تأیید بشود که به اسم MEDICAL می‌شناسند.